# Sexe, mentides i cintes de vídeo
Sexe, mentides i cintes de vídeo (títol original: Sex, Lies and Videotape) és una pel·lícula estatunidenca realitzada per Steven Soderbergh, estrenada el 1989, que ha estat doblada al català.

## Argument
Graham Dalton torna, després de nou anys d'absència, a la ciutat de la seva adolescència. És acollit pel seu vell amic John Millaney, que no l'ha vist una sola vegada des de la seva marxa. John està casat amb Ann, dona casolana, tímida i reservada, i l'enganya amb la seva pròpia germana, Cynthia. Graham apareix com un ésser estrany i fa amistat amb Ann. Aquesta descobreix un dia que posseeix desenes de vídeos, cadascuna portant un nom femení: Graham reconeix que el seu hobbie és d'entrevistar dones per tal que li contin les seves experiències íntimes.

## Repartiment
- James Spader: Graham
- Andie MacDowell: Ann
- Peter Gallagher: John
- Laura San Giacomo: Cynthia
- Ron Vawter: el terapeuta
- Steven Brill: Barfly
- Alexandra Root: la noia de la cinta
- Earl T. Taylor: Landlord
- David Foil: el col·lega de John

## Premis i nominacions

### Premis
- Palma d'Or, premi FIPRESCI i Premi a la interpretació masculina en el Festival Internacional de Cinema de Canes 1989.
- Premi del públic en el Festival de Cinema de Sundance 1989.

### Nominacions
1990
- Oscar al millor guió original per Steven Soderbergh
- César a la millor pel·lícula estrangera
- Globus d'Or a la millor actriu dramàtica per Andie MacDowell
- Globus d'Or a la millor actriu secundària per Laura San Giacomo
- Globus d'Or al millor guió